# Providensky (huyện)
Huyện Providensky (tiếng Nga: Провиде́нский райо́н) là một huyện hành chính tự quản (raion), của Khu tự trị Chukotka, Nga. Huyện có diện tích 26791 kilômét vuông, dân số thời điểm ngày 1 tháng 1 năm 2000 là 5100 người. Trung tâm của huyện đóng ở Provideniya.